# Вольпе, Джоаккино
Джоаккино Вольпе (итал. Gioacchino Volpe; 16 февраля 1876 года ― 1 октября 1971 года) ― итальянский историк и политик.

## Биография
Джоаккино Вольпе родился в городе Паганика, провинция Абруццо. В 1885 году поступил в Нормальную школу при Пизанском университете. Занимался изучением средневековой истории Пизы. В 1906 году сам стал профессором современной истории в Пизанском университете. Участвовал в Первой мировой войне, был награждён серебряной медалью за отвагу. 
После войны начал активно вовлекаться в сферу политику. Будучи либеральным националистом и монархистом, в межвоенный период он примкнул к фашистам, стал по сути их идеологом в историографии и в 1924 году был избран депутатом в парламент по Национальному списку. В 1925 году подписал «Манифест фашистских интеллектуалов». Он был генеральным секретарём Королевской академии Италии с 1929 по 1934 год и членом Национальной академии деи Линчеи с 1935 по 1946 год. С 1924 по 1940 год он был профессором современной истории в Римском университете
В своих произведениях, особенно в книге «Италия в пути» (L'Italia in cammino: l'ultimo cinquantennio, 1927), Вольпе изображал историю Италии как восходящий объединительный процесс, высшей точкой которого был фашизм. Однако после Греко-итальянской войны стал относиться к режиму более критически. Когда Муссолини был свергнут в 1943 году, Вольпе сохранил верность монархии и встал на сторону короля, за что позднее получил от его преемника Умберто II награду. 
После Второй мировой войны, с чисткой от пособников фашистского режима, он был исключён из университета и сосредоточился на исследовательской работе, вступив в Национально-монархическую партию. Он переработал и расширил свою самую известную книгу, издав её под названием «Современная Италия» (L'Italia moderna, 1943-1952). 
Вольпе создал и возглавил в итальянской историографии так называемую экономико-юридическую школу, занимавшуюся главным образом средневековой историей. Основные труды посвящены истории итальянского средневековья (коммуны и социальные конфликты в них, еретические движения и т.д.), а также по периоду Рисорджименто. 